# Skupština Crne Gore
Skupština Crne Gore (crnogorski na ćirilici: Скупштина Црне Горе), zakonodavno tijelo, ima 81 mjesto. Izbori su bili 2023. godine. Predsjednik skupštine je Andrija Mandić.

## Povijest
- Crnogorska narodna skupština (31. listopada 1906. – 4. siječnja 1916.)
- Zemaljsko antifašističko vijeće narodnog oslobođenja Crne Gore i Boke (15. studenoga 1943. – 14. srpnja 1944.)
- Crnogorska antifašistička skupština narodnog oslobođenja (1944. – 1945.)
- Crnogorska narodna skupština (15. travnja 1945. – 15. veljače 1946.)

U periodu od od 1946. do 1963. pun naziv je bio Narodna skupština Narodne Republike Crne Gore, a od 10. travnja 1963. do 12. listopada 1992. pun naziv je bio Skupština Socijalističke Republike Crne Gore.
Od 1992. do 2006. naziv je Skupština Republike Crne Gore. Od 2006. do 2007. naziv je Ustavotvorna Skupština Republike Crne Gore. Od 2007. i donošenja Ustava naziv je Skupština Crne Gore.

## Vanjske poveznice
- Skupština Crne Gore